# 黄可华 (1970年)
黄可华（英語：Kurt Huang，1970年—），男，美国华人企业家和计算机科学家，為BitPass创始人。

## 生平
黄可华出生于芝加哥，父母在1960年代从台湾来美国读书的留学生。黄可华毕业于哈佛大学和斯坦福大学。2002年创建小额在线支付系统BitPass。

## 荣誉
2004年被《麻省理工科技评论》提名为全球百大年轻发明家。